# Anna Nędza-Kubiniec

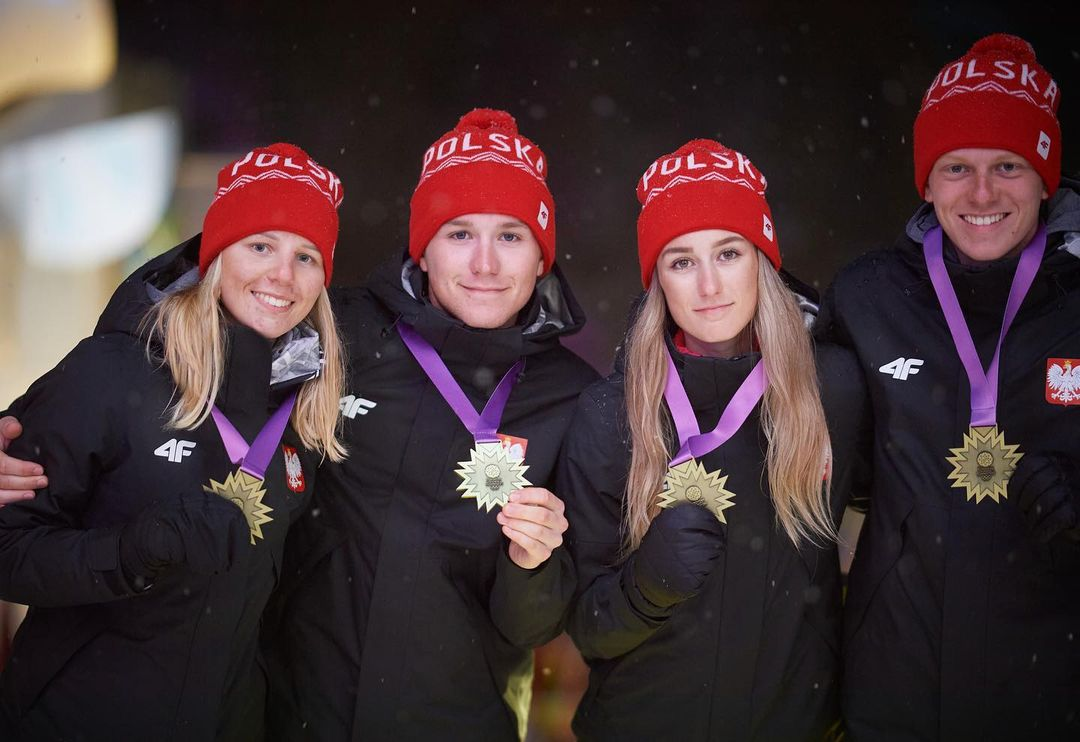
Brązowi medaliści biathlonowej sztafety mieszanej EYOF 2022

Anna Nędza-Kubiniec (ur. 4 lipca 2003 w Zakopanem) – polska biathlonistka. Brązowa medalistka XV Zimowego Olimpijskiego Festiwalu Młodzieży Europy w sztafecie mieszanej (z Barbarą Skrobiszewską, Fabianem Suchodolskim i Konradem Badaczem).
Reprezentuje BKS WP Kościelisko. Jest absolwentką Szkoły Mistrzostwa Sportowego w Zakopanem.

## Osiągnięcia

### Mistrzostwa Europy
| Rok  | Miejscowość          | Konkurencje | Konkurencje | Konkurencje | Konkurencje | Konkurencje | Konkurencje | Konkurencje |
| Rok  | Miejscowość          | IN          | SP          | PU          | MS          | RL          | MR          | SR          |
| ---- | -------------------- | ----------- | ----------- | ----------- | ----------- | ----------- | ----------- | ----------- |
| 2025 | Martell-Val Martello | dns.        | 45.         | 36.         | nd.         | 10.         | nd.         | nd.         |

### Mistrzostwa świata juniorów

#### Juniorka młodsza[3]
| Rok  | Miejscowość    | Konkurencje | Konkurencje | Konkurencje | Konkurencje | Konkurencje | Konkurencje | Konkurencje |
| Rok  | Miejscowość    | IN          | SP          | PU          | MS          | RL          | MR          | SR          |
| ---- | -------------- | ----------- | ----------- | ----------- | ----------- | ----------- | ----------- | ----------- |
| 2019 | Osrblie        | 43.         | 26.         | –           | nd.         | –           | nd.         | nd.         |
| 2020 | Lenzerheide    | 80.         | 35.         | 42.         | nd.         | 10.         | nd.         | nd.         |
| 2021 | Obertilliach   | 33.         | 13.         | 13.         | nd.         | 12.         | nd.         | nd.         |
| 2022 | Soldier Hollow | 10.         | 5.          | 9.          | nd.         | 8.          | nd.         | nd.         |

#### Juniorka
| Rok  | Miejscowość | Konkurencje | Konkurencje | Konkurencje | Konkurencje | Konkurencje | Konkurencje | Konkurencje |
| Rok  | Miejscowość | IN          | SP          | PU          | MS          | RL          | MR          | SR          |
| ---- | ----------- | ----------- | ----------- | ----------- | ----------- | ----------- | ----------- | ----------- |
| 2023 | Szczuczyńsk | 27.         | 29.         | 38.         | nd.         | 9.          | 8.          | nd.         |
| 2024 | Otepää      | 30.         | 23.         | nd.         | 37.         | 11.         | 4.          | nd.         |

### Zimowe igrzyska olimpijskie młodzieży[3]
| Rok  | Miejscowość      | Konkurencje | Konkurencje | Konkurencje | Konkurencje | Konkurencje | Konkurencje | Konkurencje |
| Rok  | Miejscowość      | IN          | SP          | PU          | MS          | RL          | MR          | SR          |
| ---- | ---------------- | ----------- | ----------- | ----------- | ----------- | ----------- | ----------- | ----------- |
| 2020 | Lozanna/Prémanon | 42.         | 61.         | nd.         | nd.         | nd.         | –           | 13.         |

### Mistrzostwa Europy juniorów
| Rok  | Miejscowość | Konkurencje | Konkurencje | Konkurencje | Konkurencje | Konkurencje | Konkurencje | Konkurencje |
| Rok  | Miejscowość | IN          | SP          | PU          | MS          | RL          | MR          | SR          |
| ---- | ----------- | ----------- | ----------- | ----------- | ----------- | ----------- | ----------- | ----------- |
| 2023 | Madona      | 36.         | 30.         | 27.         | nd.         | nd.         | 10.         | –           |
| 2024 | Jakuszyce   | 17.         | 14.         | nd.         | 4.          | nd.         | nd.         | nd.         |

### Zimowy olimpijski festiwal młodzieży Europy[3]
| Rok  | Miejscowość | Konkurencje | Konkurencje | Konkurencje | Konkurencje | Konkurencje | Konkurencje | Konkurencje |
| Rok  | Miejscowość | IN          | SP          | PU          | MS          | RL          | MR          | SR          |
| ---- | ----------- | ----------- | ----------- | ----------- | ----------- | ----------- | ----------- | ----------- |
| 2022 | Vuokatti    | 16.         | 38.         | nd.         | nd.         | nd.         | 3.          | nd.         |

### Uniwersjada
| Rok  | Miejscowość | Konkurencje | Konkurencje | Konkurencje | Konkurencje | Konkurencje | Konkurencje | Konkurencje |
| Rok  | Miejscowość | IN          | SP          | PU          | MS          | RL          | MR          | SR          |
| ---- | ----------- | ----------- | ----------- | ----------- | ----------- | ----------- | ----------- | ----------- |
| 2023 | Lake Placid | 6.          | 1.          | 2.          | 5.          | nd.         | nd.         | 7.          |
| 2025 | Turyn       | 4.          | 25.         | 11.         | nd.         | nd.         | nd.         | 3.          |